# الجثوة (مأرب)

تعديل مصدري - تعديل

الجثوة هي إحدى قرى عزلة ال راشد منيف بمديرية مأرب التابعة لمحافظة مأرب، بلغ تعداد سكانها 1019 نسمة حسب تعداد اليمن لعام 2004.